# Auster D6
El Auster D6 fue un avión ligero británico de cuatro asientos, un desarrollo del Auster Autocar con un motor bóxer.

## Diseño y desarrollo
Estaba disponible con dos motores a elegir, un Lycoming O-320 de 160 hp o Lycoming O-360 de 180 hp. Cuando Beagle Aircraft se hizo cargo de Auster en septiembre de 1960, se abandonó el desarrollo del D6, mientras que el D4 y el D5 continuaron en producción limitada. Sólo se completaron cuatro aviones D6, un D6/160 (posteriormente convertido al estándar D6/180) y tres como D6/180. Un quinto fuselaje nunca se completó y luego se almacenó en Carr Farm, Newark, donde allí seguía en 2003.

## Variantes
D6/160
Avión utilitario con motor bóxer Lycoming O-320-A2A de 160 hp.
D6/180
Variante con motor bóxer Lycoming O-360-A1A de 180 hp.

## Especificaciones (D6/180)

### Características generales
- Tripulación: Uno (piloto)
- Capacidad: Tres pasajeros
- Envergadura: 11 m (36 ft)
- Planta motriz: 1× motor bóxer de 4 cilindros refrigerado por aire Lycoming O-360-A1A.
  - Potencia: 134 kW (185 HP; 182 CV)
- Hélices: Bipala

## Aeronaves relacionadas

### Secuencias de designación
- Secuencia Alfanumérica (interna de Auster): ← Atlantic - D4 - D5 - D6 - AOP.11